# Roberts (Oregon, Crook megye)
Roberts az Amerikai Egyesült Államok északnyugati részén, Oregon állam Crook megyéjében elhelyezkedő önkormányzat nélküli település.